# Echo (protocolo)
El protocolo Echo es un servicio de la Familia de protocolos de Internet definido en el RFC 862. Fue propuesto originalmente para permitir la comprobación de la red y la medición del tiempo de ida y vuelta en las  redes IP.
Un cliente se conecta a un servidor que soporta el protocolo Echo usando TCP o UDP en el puerto 7. El servidor devuelve una copia idéntica a los datos que recibió.

## Implementación de Inetd
En los sistemas operativos UNIX-like un servidor Echo está implementado dentro del demonio inetd. El servicio usualmente está deshabilitado por defecto. Éste puede ser habilitado añadiendo las siguientes líneas al archivo /etc/inetd.conf y recargando la configuración de inetd.
```
echo   stream  tcp     nowait  root    internal
echo   dgram   udp     wait    root    internal
```